# サンドローネ
サンドローネ（Sandrone、エミリア・ロマーニャ語: Sandróun）は、モデナ市を代表するコンメディア・デッラルテの伝統的な仮面、キャラクター。

## 原型
サンドローネは、粗野で賢く、狡猾な農民として表現される。